# Rodion Bakum

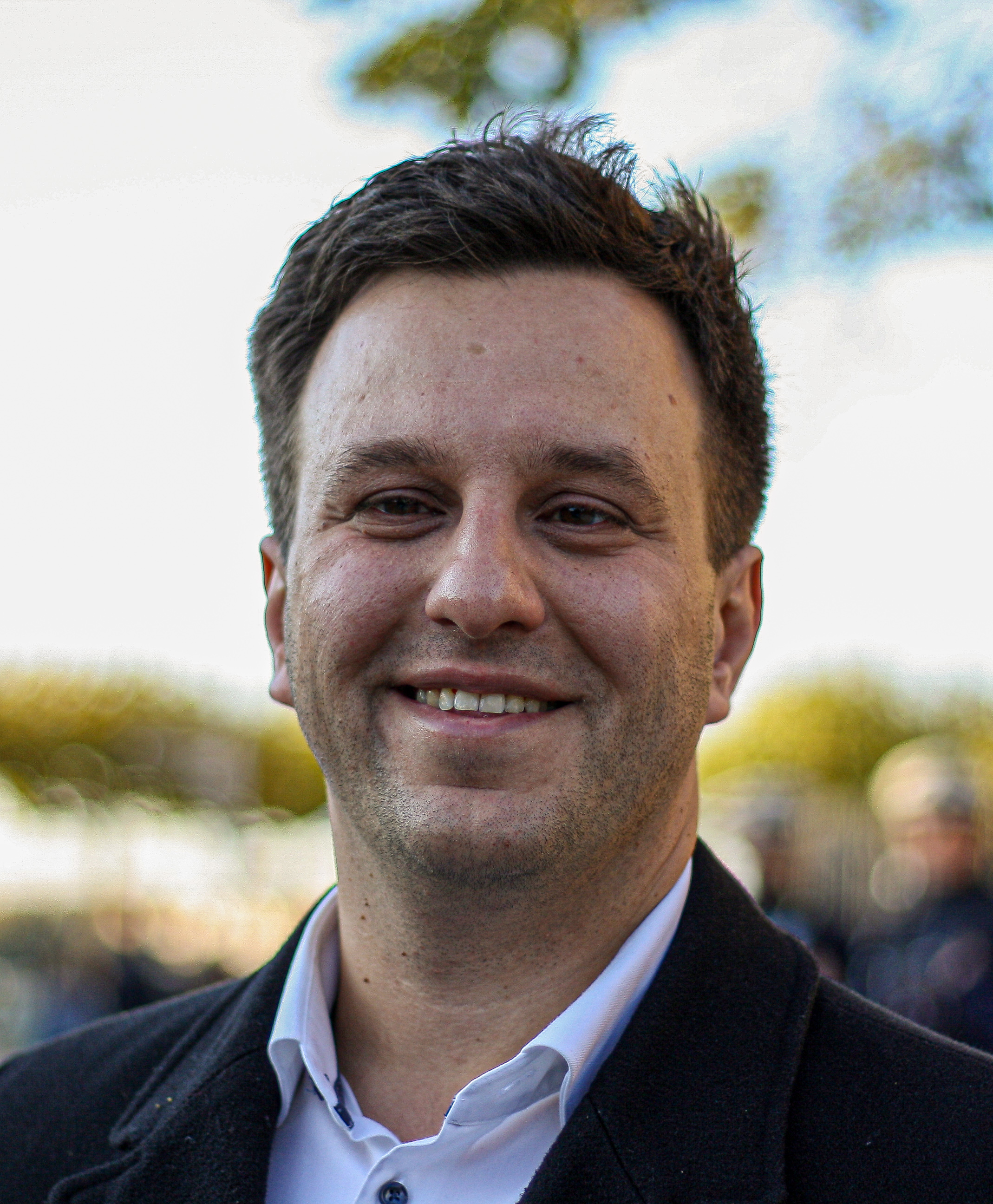
Rodion Bakum (2024)

Rodion Bakum (* 26. Oktober 1990 als Rodion Pavlovic Bakumenko in Kiew) ist ein deutscher Politiker der SPD und seit 2022 Abgeordneter im Landtag Nordrhein-Westfalen.

## Leben
Bakum wurde am 26. Oktober 1990 in der ukrainischen Hauptstadt Kiew geboren. Im Jahr 1993 kam er mit seiner Familie als jüdischer Kontingentflüchtling in Mülheim an der Ruhr an. 2010 machte Bakum Abitur am Städtischen Gymnasium Broich. Danach studierte er bis 2016 Humanmedizin an der Universität Duisburg-Essen. Seit 2017 ist Bakum als Assistenzarzt tätig. Er ist verheiratet und lebt mit seiner Ehefrau in Broich.

## Politischer Werdegang
Im Jahr 2009 trat Bakum in die SPD ein. Nach den Kommunalwahlen in Nordrhein-Westfalen 2014 saß er bis 2020 für den Wahlkreis Eppinghofen-Nordwest im Rat der Stadt Mülheim an der Ruhr. Bei der Kommunalwahl 2020 kandidierte er im Wahlkreis Broich-Süd, dort landete er hinter den Kandidaten von CDU und Grünen auf dem dritten Platz und schied so aus dem Stadtrat aus. Außerdem ist Bakum seit dem 28. September 2019 Vorsitzender des SPD-Unterbezirks Mülheim an der Ruhr.

## Abgeordneter
Am 15. Mai 2022 wurde Bakum mit 34,9 % der Stimmen im Wahlkreis 64 – Mülheim I in den Landtag von Nordrhein-Westfalen gewählt. Er trat damit die Nachfolge der ehemaligen Ministerpräsidentin Hannelore Kraft an, die den Wahlkreis seit seiner Neugründung 2005 viermal in Folge gewann und bereits seit 2000 für Mülheim an der Ruhr im Landtag saß.